# Jacob Buksti
Jacob Anthonius Buksti, född 7 april 1947 i Udbyneder socken, död 27 september 2016, var en dansk socialdemokratisk politiker och f.d. trafikminister. Han var folketingsledamot 1994–2005.
Buksti tog naturvetenskaplig studentexamen från Horsens Statsskole 1966 och blev cand. mag. i statsvetenskap och historia från Aarhus universitet 1972. Han var därefter lektor i statsvetenskap på samma universitet (1972–1986 och 1993–1994) samt lärare på Forsvarsakademiet (1982–1993) och extern lektor på Köpenhamns universitet (1987–?).
Buksti var lokal partiordförande för Socialdemokratiet i Åbyhøj (1981–1986) och partiets vice ordförande i Århus Vests valkrets (1979–1987). En av hans kollegor på Aarhus universitet var politikern Svend Auken, som han kom att bli allierad med. Det var Auken som utsåg honom till ledare för partiets politisk-ekonomiska avdelning 1986, ett uppdrag som Buksti hade till 1992, då den nytillträdde partiledaren Poul Nyrup Rasmussen avskedade många av Aukens anhängare från sina poster och ersatte dem med sina egna. Buksti blev invald i Folketinget 1994 och var bl.a. som partiets skattepolitiska talesperson, vice ordförande i skatteutskottet (1994–2000), ordförande av europautskottet (1998–2000) och ordförande av näringsutskottet (1996–1997). Han var även partiets politiska talesperson 1998–2000.
Buksti var Danmarks trafikminister 2000–2001. Efter sin avgång utsågs han till vice ordförande för regeringens trafiksäkerhetsutredning (Færdselssikkerhedskommissionen). Han tvingades lämna detta uppdrag i oktober 2003 efter att han blivit stoppad av polisen för att ha kört 173 km/h på motorvägen mellan Ringsted och Köpenhamn. Detta bidrog till att han inte lyckades bli omvald till Folketinget 2005.